# Aphareus (mythologie)
Aphareus (Oudgrieks: Ἀφαρεύς / Aphareús) is een persoon in de Griekse mythologie. Hij was de vader van Idas en Lynceus, die meededen aan de tocht van de argonauten en aan de Kalydonische jacht.
Aphareus was zelf de zoon van Periëres en Gorgophone, de dochter van Perseus. Van zijn vader erfde hij samen met zijn broer Leukippos de heerschappij over Messenië. Daar stichtte hij de stad Arene, genaamd naar zijn vrouw Arene, die als dochter van Gorgophone ook zijn zus was. Daar ontving hij Lykos, die door zijn broer Aigeus uit Athene was verdreven, en ook Neleus, die uit Iolkos was verdreven. Aan Neleus gaf Aphareus onder meer Pylos om zich daar te vestigen.
Onder de naam Aphareus worden ook nog twee andere personen in de Griekse mythologie kort genoemd:
- de Griek Aphareus, de zoon van Kaletor, die tijdens de Trojaanse Oorlog door Aineias werd gedood.[3]
- de centaur Aphareus, die tijdens de Centauromachie door Theseus in een gevecht werd verslagen.[4]